# Монрад, Калли
Калли Монрад (норв. Cally Monrad, полное имя Рагнхильд Каролина Монрад, норв. Ragnhild Caroline Monrad; 31 июля 1879, Гран — 23 февраля 1950) — норвежская певица. Дочь философа и теолога Улафа Монрада, внучка философа Маркуса Якоба Монрада.
В 1896—1899 гг. училась вокалу у Вильгельма Клоэда. В 1899 г. дебютировала в Кристиании как камерная певица. В 1901—1903 гг. продолжила образование в Дрездене под руководством Аглаи Оргени и Клементины фон Шух-Прошка.
Вернувшись в Норвегию, дебютировала в 1903 г. на сцене Норвежского национального театра в партии Гретель в опере Энгельберта Хумпердинка «Гензель и Гретель». На протяжении многих лет пела на различных норвежских сценах, в 1909—1911 гг. солистка Берлинской придворной оперы. Среди основных партий — заглавные партии в «Кармен» Жоржа Бизе, «Тоске» и «Мадам Баттерфляй» Джакомо Пуччини, Мими в его же «Богеме», Эвридика в «Орфее и Эвридике» К. В. Глюка. В 1905—1914 гг. осуществила 21 граммофонную запись, в том числе нескольких песен Эдварда Грига. В нескольких случаях выступала также как оперный режиссёр-постановщик. В 1937 г. выпустила учебное пособие «Двенадцать часов пения» (норв. Tolv timer i sang).
Опубликовала начиная с 1913 г. пять сборников стихов, а также автобиографический роман. В 1929 году снялась в немом кинофильме «Лайла».
После оккупации Норвегии немецкими войсками вступила в фашистскую партию Национальное единение, с вождём которой Видкуном Квислингом поддерживала давнее знакомство. В 1941 г. возглавила театральную школу, затем в 1942—1945 гг. была директором и театральным режиссёром Норвежского театра.
После окончания Второй мировой войны была приговорена к одному году тюрьмы, но освобождена от наказания ввиду болезни и преклонного возраста.
Четырежды была замужем, четвёртый муж (1922) — философ Феликс Нёггерат; все четыре брака завершились разводом. Сестра — Янне Монрад (норв. Janne Monrad; 1885—1964), актриса и певица, работавшая преимущественно в Дании.